# Регион Рейн-Неккар

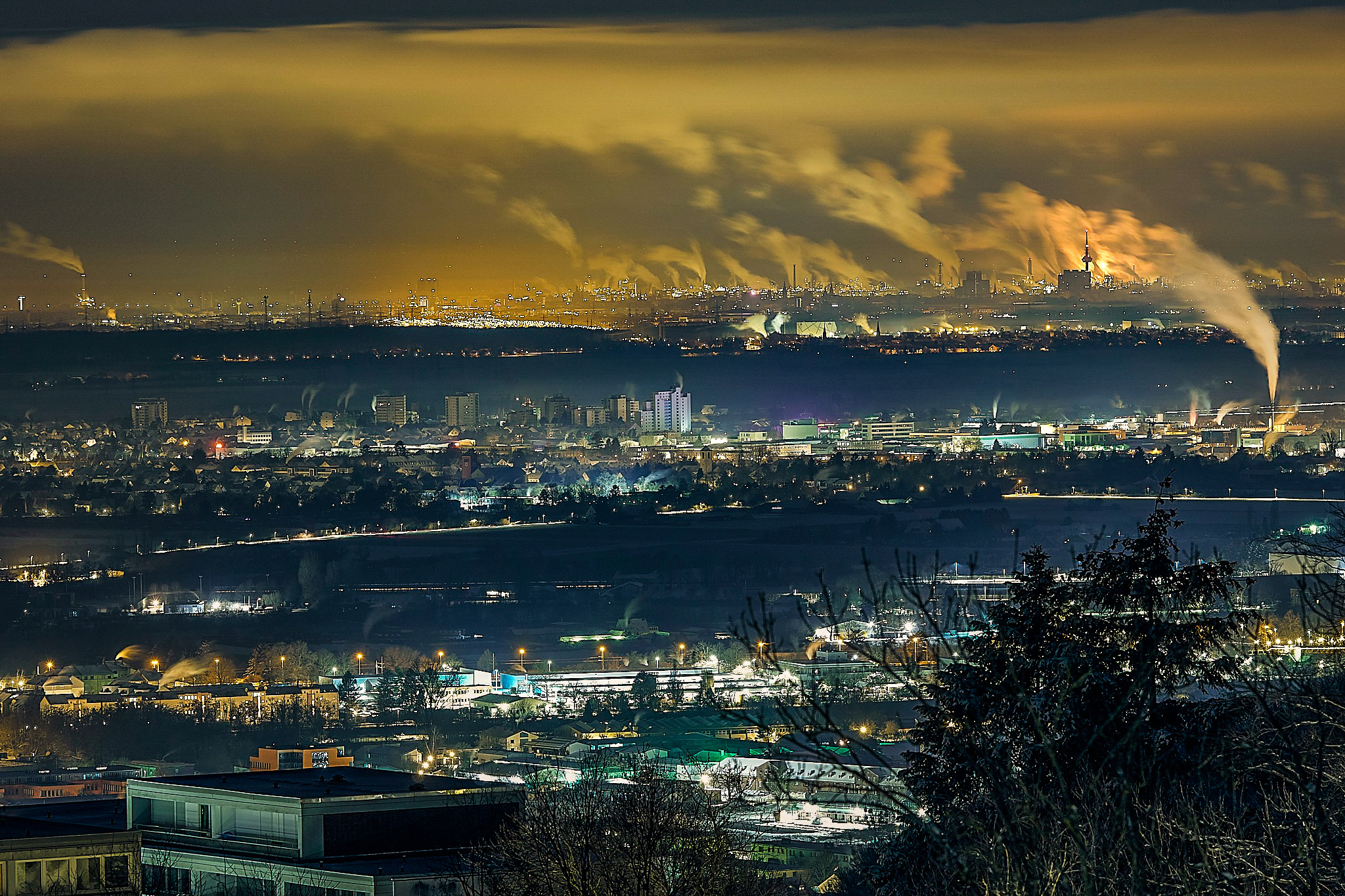
Вид на промышленный ландшафт Мангейма и Людвигсхафена ночью из Гейдельберга

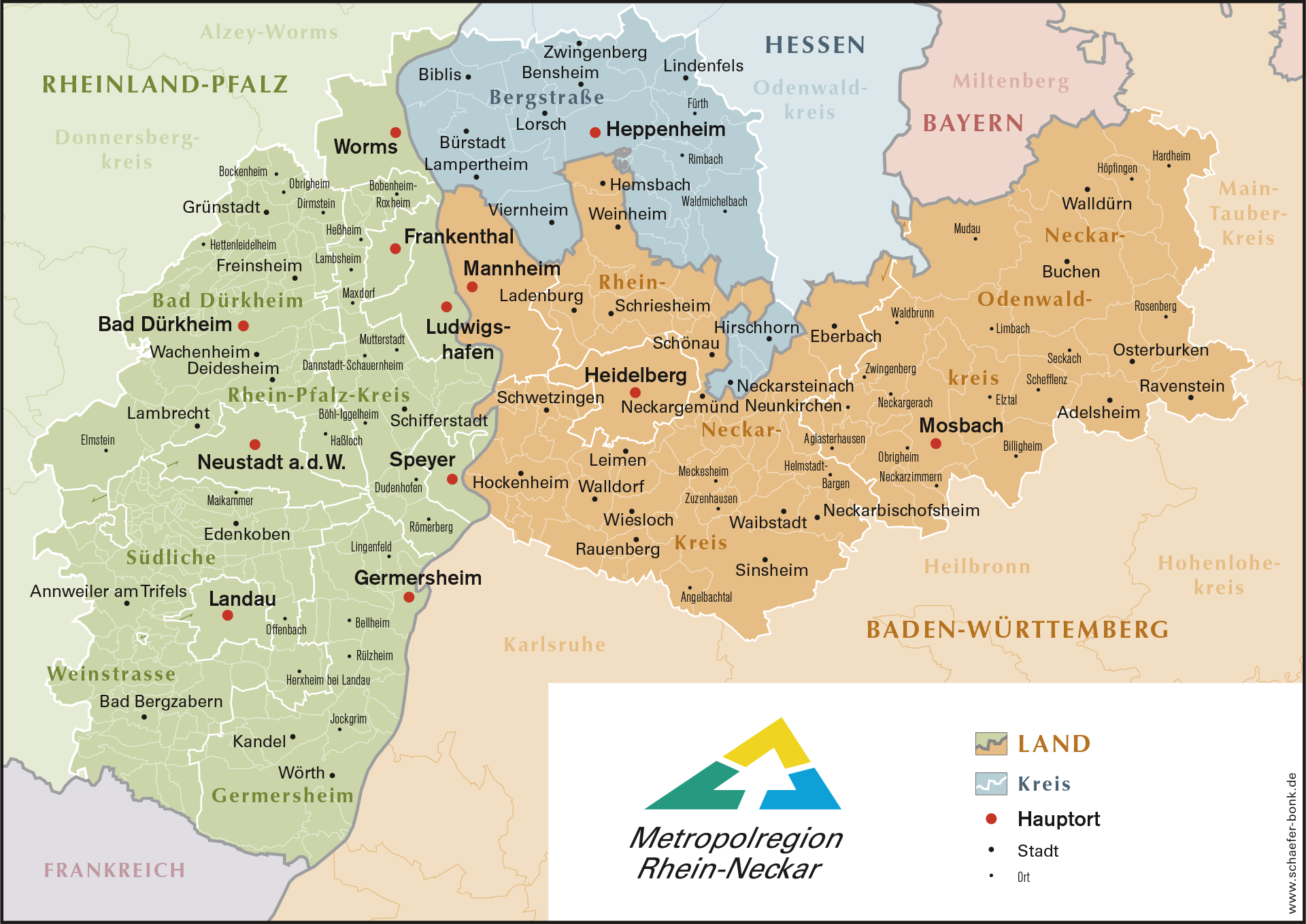
Карта региона Рейн-Неккар

Регион Рейн-Неккар  (нем. Metropolregion Rhein-Neckar, пфальц. Medropolregion Rhoi-Negga), в прошлом — «Треугольник Рейн-Неккар» (нем. Rhein-Neckar-Dreieck) — регион-метрополис в Германии с населением 2,4 миллиона человек. Расположен на пересечении земель Баден-Вюртемберг, Рейнланд-Пфальц и Гессен, в верхнерейнской низменности на месте впадения в Рейн реки Неккар, откуда и получил своё название. Седьмой по величине экономический регион Германии.

## Города и районы
Регион Рейн-Неккар состоит из следующих городов и районов:
в земле Баден-Вюртемберг

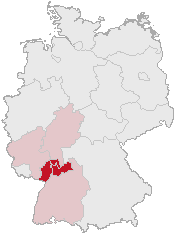
Расположение в трёх федеральных землях Германии

- город Мангейм (нем. Mannheim) (население: свыше 300.000)
- город Гейдельберг (нем. Heidelberg) (население: свыше 150.000)
- Рейн-Неккар (район) (население: 531.723)
- Неккар-Оденвальд (район) (население: 151.043)

в земле Гессен
- Бергштрассе (район) (население: 265.868)

в земле Рейнланд-Пфальц
- город Людвигсхафен (нем. Ludwigshafen am Rhein) (население: свыше 150.000)
- Франкенталь (нем. Frankenthal (Pfalz))
- город Ландау-ин-дер-Пфальц (нем. Landau in der Pfalz)
- город Нойштадт (Вайнштрассе) (нем. Neustadt an der Weinstraße)
- город Шпейер (нем. Speyer) (население: свыше 60.000)
- город Вормс (нем. Worms)(население: свыше 80.000)
- Рейн-Пфальц (район) (население: 148.428)
- Бад-Дюркхайм (район) (население: 134.869)
- Гермерсхайм (район) (население: 124.894)
- Южный Вайнштрассе (район) (население: 110.658)

Логотип региона Рейн-Неккар

## Достопримечательности

### Объектывсемирного наследияЮНЕСКО
- Шпайерский собор (1981)
- Границы Римской империи (1987, 2005)
- Бенедиктинское аббатство и монастырь Альтенмюнстер в городе Лорш (1991)

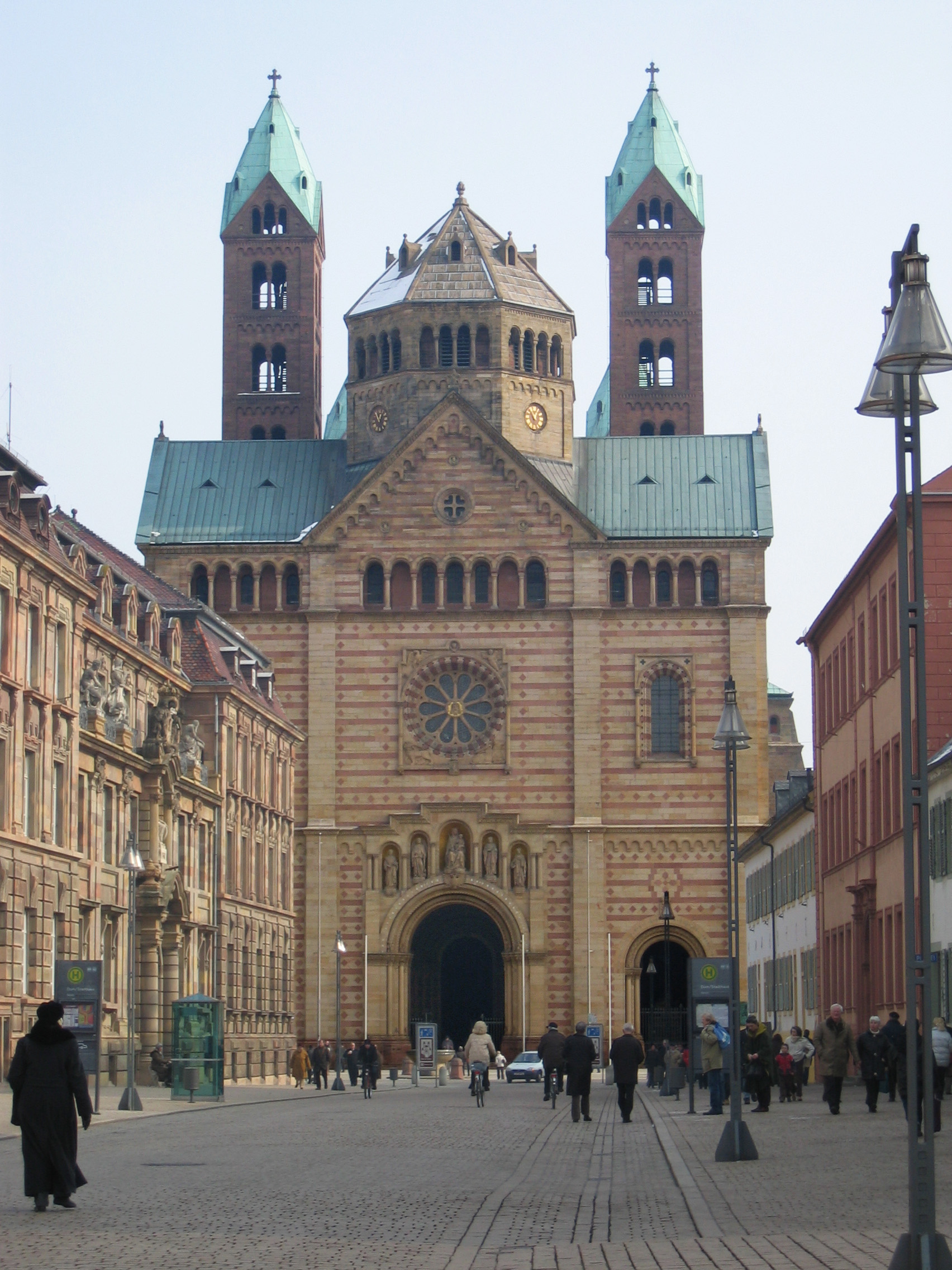
Шпайер: Шпайерский собор, объект культурного наследия ЮНЕСКО
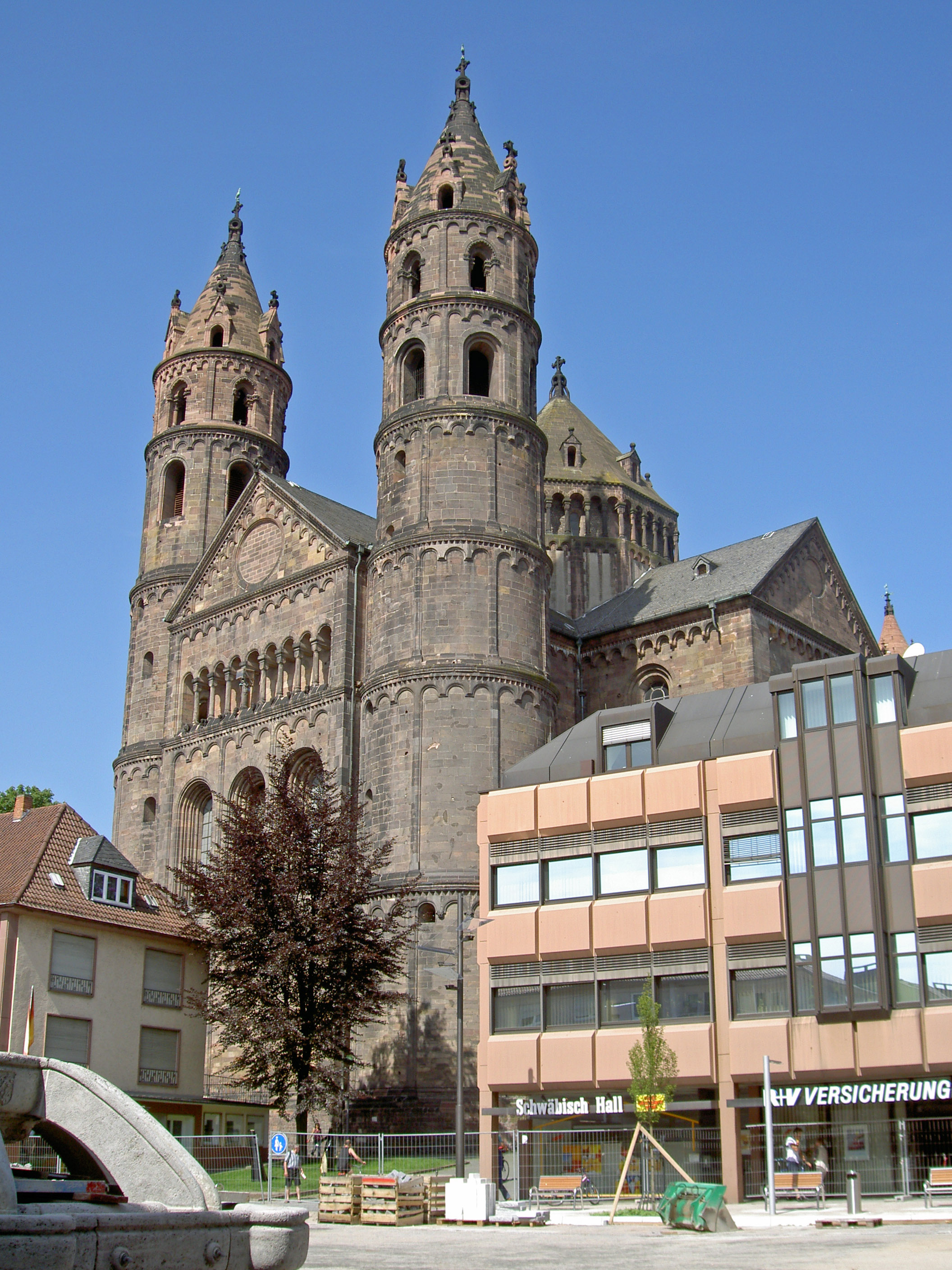
Вормсский собор, упоминающийся в песни о Нибелунгах
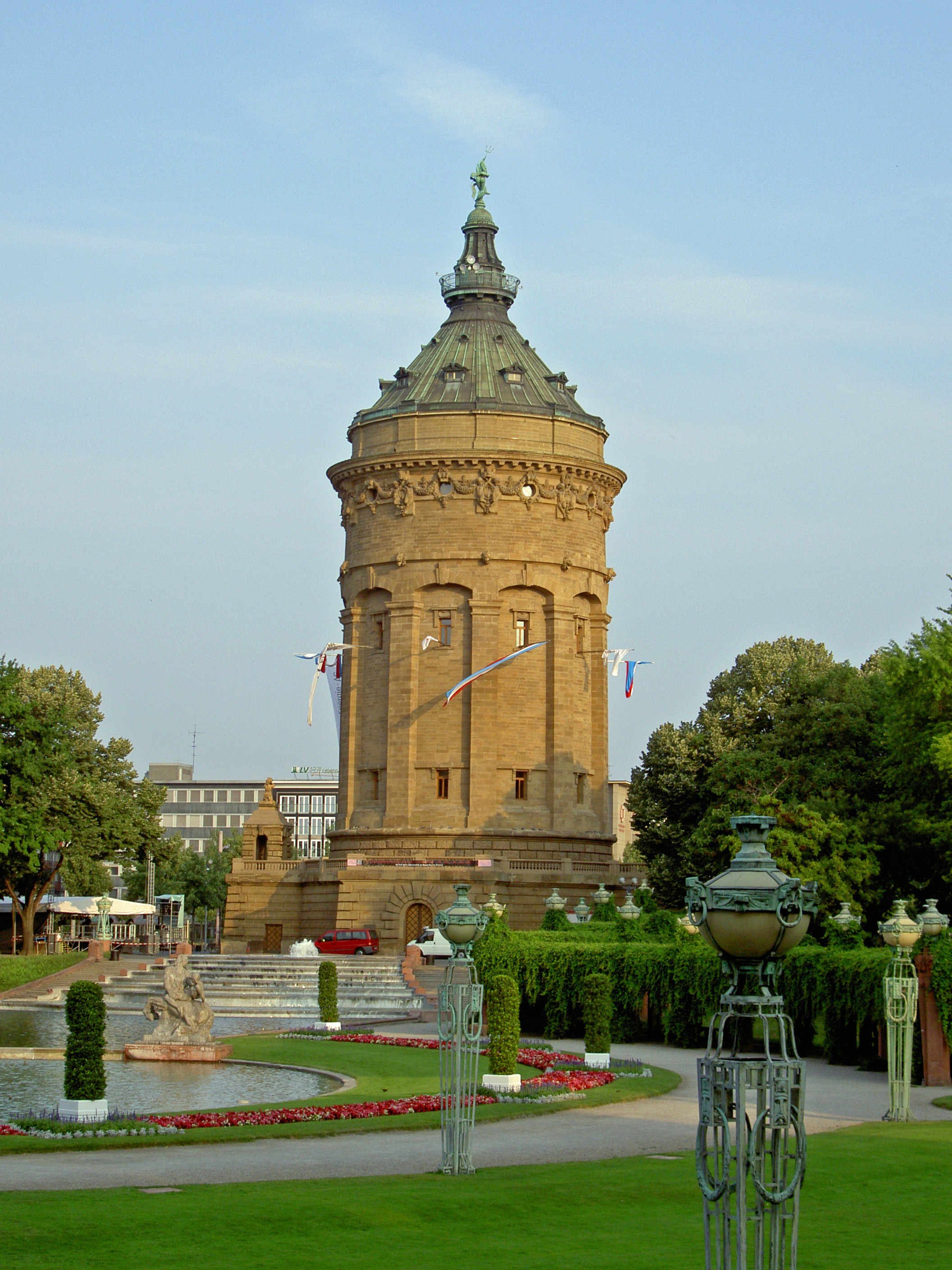
Водонапорная башня (Wasserturm) Мангейма, символ города